# Dobóruszka
Dobóruszka (szlovákul: Ruská) község Szlovákiában, a Kassai kerület Nagymihályi járásában.

## Fekvése
Nagykapostól 6 km-re délkeletre, az ukrán határ mellett fekszik.

## Története
1332-ben a pápai tizedjegyzékben „Ruska” néven említik először, de  egyes források szerint már a 13. században is létezett. Első birtokosa Pánk Jakab volt. A 15. századtól a 17. század elejéig a Dobó család birtoka, amely ruszkai előnevét is a községéről vette. 1550 körül a falu lakói reformátusok lettek, katolikus egyházát csak 1601-ben alapították újra. 1553-ban a községben a Dobó családnak várkastélya is állt, amelyről a leleszi konventnek egy Ruszka várába Dobónak írt levele tanúskodik. A Dobók kihalása után a birtok a kincstárra szállt, később a Perényi, Daróczy és Lorántffy család birtoka. A 18. század elején részben az Aspremont családé, részben pedig a kincstáré volt. A század végétől a Buttler családé, akik kastélyt is építettek ide. Ez a kastély mára már elpusztult.
A 18. század végén, 1796-ban Vályi András így ír róla: „DOBORUSZKA. Magyar falu Ungvár Vármegyében, földes Ura Gróf Berényi Uraság, hajdan birtokosa vala a’ híres Dobó Nemzetség, de Puszka, Beső, és Zoha helységekkel együtt, azután a’ Rákótziaké leve, majd Gróf Aspermont Uraságé. Nevezetesíti néhai Dobónak ide lett temettetése. Lakosai katolikusok, fekszik Kapostól más fél mértföldnyire, határja gazdag, réttye, legelője jó, fája mind a’ kétféle elég, eladásra is jó alkalmatossága lévén Ungváron közel, első Osztálybéli.”
1840-ben 849 lakosából 727 római katolikus volt.
Fényes Elek 1851-ben kiadott geográfiai szótárában így ír a faluról: „Dobóruszka, magyar falu, Ung vgyében, ut. p. Ungvárhoz 2 1/2 órányira, 650 romai, 40 görög kath., 80 ref., 16 zsidó lak. Derék kastély. Az itteni kath. paroch. templom oldalában volt az egri hős Dobónak márványszobra becsinálva, de nehány évekkel ezelőtt Egerbe vitetett át. Határa termékeny; erdeje derék. Birja gr. Buttler.”
1920-ig Ung vármegye Nagykaposi járásához tartozott, majd az újonnan létrehozott csehszlovák államhoz csatolták. 1938-1945 között ismét Magyarország része.

## Népessége
| Év:            | 1994. | 2004.   | 2014.   | 2024.   |
| -------------- | ----- | ------- | ------- | ------- |
| Emberek száma: | 575   | 590     | 609     | 615     |
| Eltérés:       |       | +2,60 % | +3,22 % | +0,98 % |

| Év:            | 2023. | 2024.   |
| -------------- | ----- | ------- |
| Emberek száma: | 608   | 615     |
| Eltérés:       |       | +1,15 % |

1910-ben 616-an, túlnyomórészt magyar anyanyelvűek lakták.
2001-ben 584 lakosából 547 magyar volt.
2011-ben 610 lakosából 477 magyar, 67 cigány és 60 szlovák volt.

## Nevezetességei
- A Szent Kereszt Felmagasztalása tiszteletére szentelt, római katolikus templomát a Dobó család építtette 1500 körül. A templom 1797-ben az akkori átépítéskor kapta mai formáját, így lett kéthajós az épület. Itt temették el Dobó Istvánt, az egri várvédő kapitányt 1572-ben. Márvány reneszánsz szarkofágját fia készítette és helyezte el a szentélyben. A ma is itt látható síremlék oldallapjai eredetiek, a híres fedlap viszont csak másolat.[5] Azonban Dobó István maradványainak pontos helyét egészen a legutóbbi időkig nem ismerték, és a régészek csak 2008-ban, mintegy kétéves kutatás után tudták teljes biztonsággal azonosítani. Az egyszerű fakoporsóban eltemetett férfi csontvázának maradványaira a szentély padozata alatt találtak rá. Az embertani kutatások azt igazolták, hogy egy 70 év körüli, mintegy 180 centiméter magas, köszvényben szenvedő férfi földi maradványait rejtette a faláda. Az a tény is segítette a személyazonosítást, hogy a szentély déli oldalán leltek rá a maradványokra, a templom azon pontján, amely a birtok urát temetkezési helyként megillette. Az egri hős ünnepélyes egyházi újratemetésére ennek eredményeként 2008. június 28-án került sor.[6]

## Híres emberek
- Itt született 1500 körül ruszkai Dobó István, az egri hős, erdélyi vajda.
- Itt él Kozák Antónia világelső szalvétagyűjtő. A Guinness Rekordok Könyve szerinti világelső helyezését 2006-ban szerezte meg. Gyűjteménye 2008-ban már a 31 000 darabszámot is meghaladta, 2018-ban pedig 100 000 darabosra bővült.[7]

## Képek

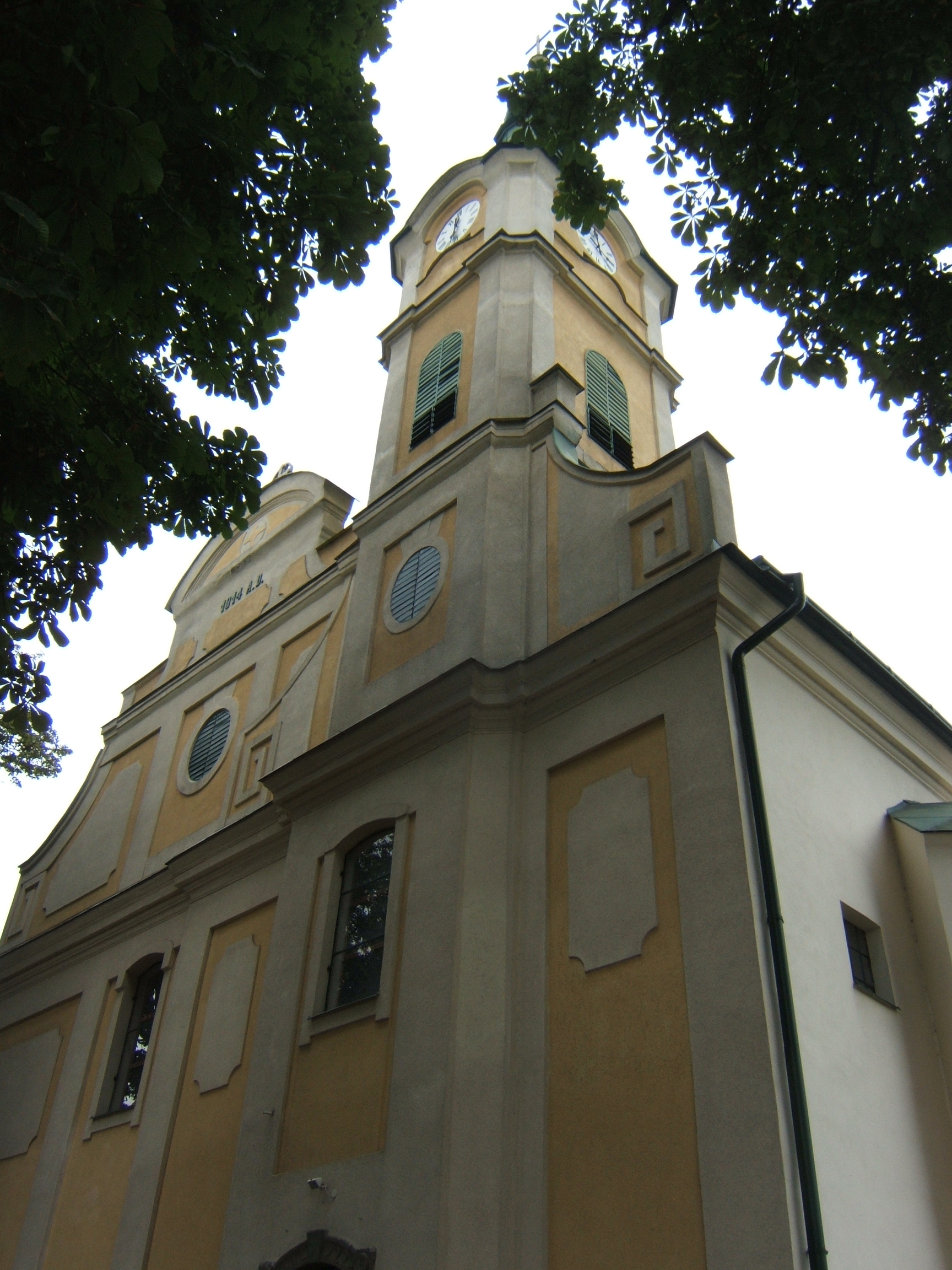
A templom
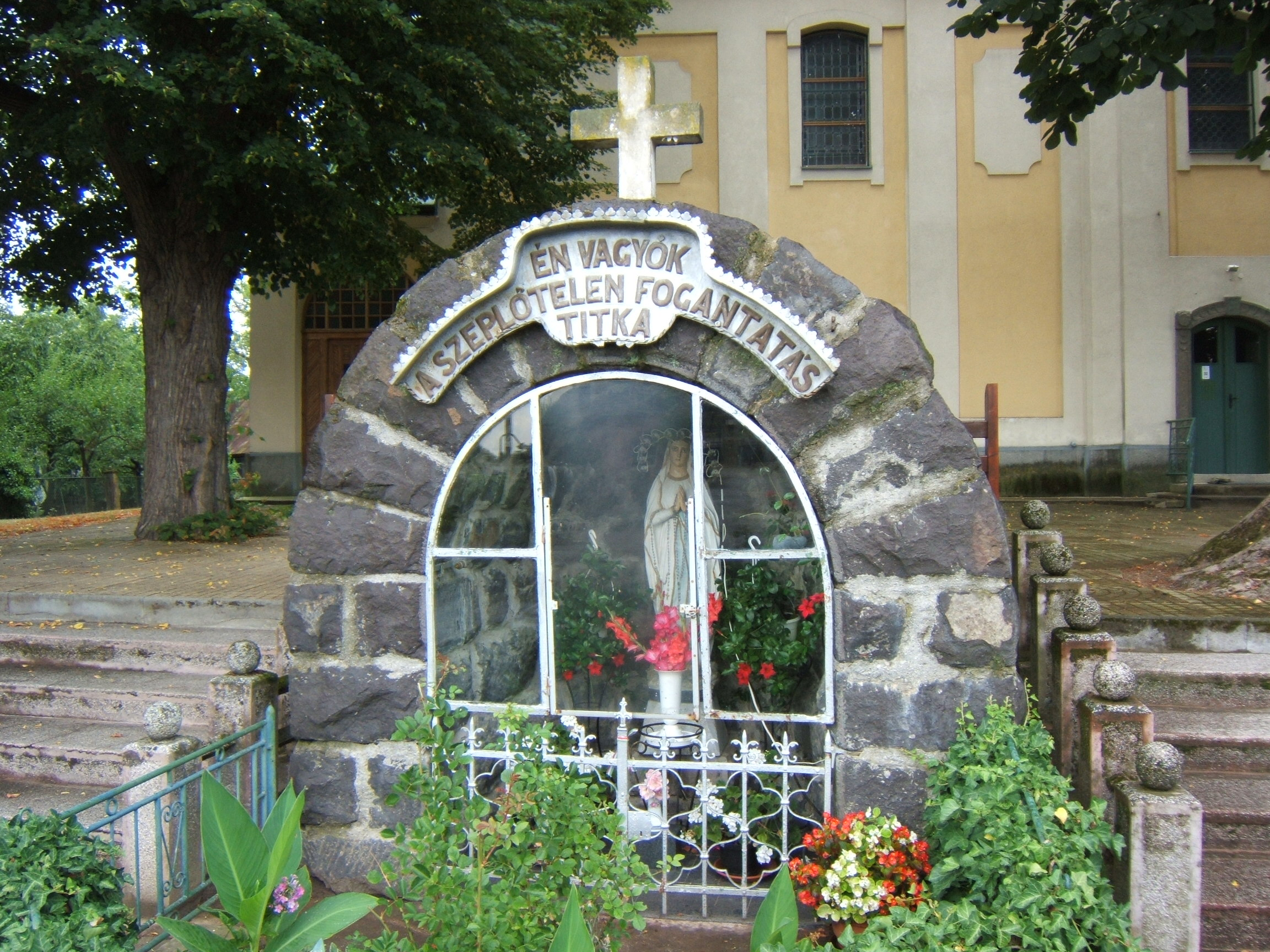
Mária-szobor a templomkertben